# Dicta Boelcke
A Dicta Boelcke foi uma lista de regras formulada por Oswald Boelcke onde foram estipuladas oito regras de manobras e de combate aéreo fundamentais para o sucesso de qualquer piloto durante a Primeira Guerra Mundial.

## Lista de regras da Dicta Boelcke:[2]
1. Tentar obter alguma vantagem antes de atacar. Se possível, manter o sol atrás da nossa aeronave.
2. Sempre que iniciado um combate, permanecer nele até ao fim. Nunca abandonar a luta a meio.
3. Disparar apenas a uma curta distância e só quando a aeronave inimiga estiver na mira.
4. Manter sempre contacto visual com o oponente e não se deixar levar por artimanhas.
5. Em qualquer tipo de ataque, é essencial estar sempre atrás do inimigo.
6. Se o oponente mergulhar sob a nossa aeronave, nunca tentar fugir, mas sim ir de encontro a ele.
7. Quando se combate atrás das linhas inimigas, ter sempre em mente um meio seguro de retirada.
8. Dica para esquadrões: Em principio, o mais viável é atacar em formações de quatro ou seis. Evitar que haja duas aeronaves a atacar o mesmo inimigo.